# Jesús Blasco Avellaneda
Jesús Blasco Avellaneda (Melilla, España, 24 de febrero de 1981) es un periodista y fotoperiodista, que ha destacado por su trabajo en la frontera sur de Europa y desde el Magreb.

## Biografía
Jesús Blasco nace en Melilla, en 1981. Con vocación inicial hacia la fotografía, a los 16 años comienza su colaboración en el periódico local «Melilla Hoy» y —sin desligarse del todo profesionalmente de ella— más tarde se centra en el diseño gráfico, la pintura y la escritura, después en la televisión y, posteriormente, en la docencia e investigación. Desde principios del año 2011 vuelve a dirigir su atención hacia la prensa escrita y el fotoperiodismo, faceta que compagina en todo momento con el periodismo de investigación para grandes medios internacionales y los continuos trabajos para productoras y canales de televisión.
Estudió Periodismo en la Universidad Rey Juan Carlos y es diplomado en Seguridad y Defensa por el CESEDEN. Además, posee varios másteres y posgrados sobre Criminología; Paz, Seguridad y Defensa; Resolución Pacífica de Conflictos; Terrorismo y Estado de Derecho; Comunicación Pública y Defensa; Análisis y Prevención del Terrorismo o Producción Audiovisual. 
Profesor de ‘Fotografía’ y ‘Periodismo social y ciudadano’ en la Universidad de Granada, imparte ponencias y talleres habitualmente en multitud de universidades y colabora con diferentes entidades y organizaciones sociales de todo el mundo. 
Sus textos, estudios y fotografías forman parte de numerosos libros y publicaciones, y también de cuantiosos ensayos y estudios académicos en un gran número de universidades de todo el mundo. 

## Obra
La obra más conocida de Jesús Blasco se enmarca en la tradición del periodismo fotográfico en su versión más social.
Jesús Blasco hace compatible su vocación periodística con sus creencias religiosas: «El periodismo es una forma de evangelizar», afirma en una entrevista para el semanario Alfa y Omega. Es consciente del poder de las palabras y las imágenes y su impacto cuando se utilizan sin imparcialidad pero con objetividad:

«El periodismo es dar voz a los que no la tienen. Es poner la verdad por encima de todo. Es contribuir a la reflexión describiendo los problemas, denunciando las injusticias y favoreciendo las soluciones. Es tender puentes al diálogo a través de la palabra. Es mostrar la realidad que acontece en cada punto de la tierra y más en aquellos en donde puede haber menos luz o más oscurantismo y desinformación. Es ser cronista de tu tiempo, remover conciencias, contribuir a la mejora del sistema democrático, a la cultura, a las libertades».

Su trabajo en este género de la fotografía se inicia con un reportaje sobre las inundaciones en Melilla acaecidas en el año 1997, aunque su primera fotografía profesional publicada en medios nacionales fue la de Mustafa Aberchán —el primer alcalde-presidente musulmán y de origen rifeño en España— subido al balcón del Palacio de la Asamblea de Melilla para celebrar su investidura, en el año 1999.
Como fotoperiodista, desde sus comienzos hasta el presente, ha desarrollado gran parte de su trabajo en la llamada Frontera Sur de Europa —donde ha sido delegado de Informativos Telecinco, director Territorial de Televisión Española y redactor jefe de El Telegrama de Melilla—, contando lo que sucede alrededor de la valla de Melilla, siendo el primer periodista en documentar las denominadas «devoluciones en caliente» —la expulsión inmediata de los migrantes en el momento en que intentan cruzar las fronteras, sin aplicarles las protecciones de la legislación de extranjería—. Ha ejercido como freelance en la zona y  como proveedor habitual de las agencias de noticias Associated Press, Reuters y France Presse, además de corresponsal de la agencia de información Colpisa para Ceuta y Melilla y de ElDiario.es y Periodismo Humano Archivado el 28 de enero de 2020 en Wayback Machine. para la Frontera Sur. Colaborador habitual tanto con medios de comunicación europeos como africanos, sus fotografías y vídeos han sido expuestos en los cinco continentes y ha publicado en medios como The New York Times, The Guardian, The Boston Globe, CNN, BBC, EuroNews o Al Jazeera.
Su labor documentando la delicada relación entre las políticas de defensa y la protección de los derechos humanos en eldiario.es así como el resto de sus colaboraciones en otras publicaciones digitales como Periodismo Humano y el impacto de ese trabajo en grandes medios de comunicación y cabeceras internacionales le hicieron acreedor del Premio de Periodismo y Derechos Humanos 2013, otorgado por Asociación Pro Derechos Humanos de España (APDHE).
Ha recibido también otros premios y distinciones tanto por su defensa de las libertades y el compromiso con la objetividad y veracidad como por su labor informativa, sus fotografías y su producción audiovisual: Premio 'Imagen del año 2014' otorgado por el diario El Mundo, finalista del Premio Nacional de Fotoperiodismo 2015 —que organiza la Asociación Nacional de Informadores Gráficos de Prensa y Televisión— o finalista en 2015 y 2016 del Premio José Couso de Libertad de Prensa.
Entre sus trabajos recientes en el ámbito de la producción audiovisual y editorial se hallan «Les Sauteurs» y «Fotoperiodismo 3.0». El primero es un documental exhibido en 2016 sobre los campamentos de inmigrantes asentados en el  Gurugú, en el que Jesús Blasco participa en calidad de coproductor, camarógrafo y director de fotografía. El film (dirigido por Moritz Siebert, Estephan Wagner y Abou Bakar Sidibé) ha obtenido numerosas nominaciones y premios internacionales, entre ellos el del Jurado Ecuménico, en la Berlinale 2016, y el Spotlight, en el Cinema Eye Honors Awards, US, en 2017. El segundo, un libro (escrrito por Estela Alcaide y publicado en 2017 por la editorial Libros.com tras completar una campaña de micromecenazgo) que aborda el tema del estado actual del periodismo fotográfico (crisis, visión de futuro), a través de las voces de cuarenta profesionales como las de Gervasio Sánchez, Bernardo Paz, Jon Barandica, Manu Brabo o Jesús Blasco Avellaneda, autores que han capturado a través de sus objetivos momentos clave de nuestro tiempo.
Ha participado en la producción de series de investigación, de información o documentales de televisión como la serie ‘Entre Fronteras’, para la televisión brasileña; la serie ‘Crónicas de un mundo en conflicto’, para la Televisión Pública argentina; la serie ‘Metropolis’ para la NPO de Holanda, así como documentales televisivos como ‘The Southern Border of Europe’ para el canal de Hispanoamérica  TeleSur, entre otras producciones.
También ha participado en la producción y grabación de numerosos trabajos cinematográficos como el cortometraje documental ‘Diario del Hambre’ o los largometrajes ‘La Cifra Negra’, ‘Walls’, ‘Borders’, ‘Human” y ‘Les Sauteurs’. 
Miembro de la Asociación de Periodistas de Investigación (API), gracias a una serie de documentales de investigación producidos por él para la televisión pública de Dinamarca (DR) fueron desarticuladas varias células de apoyo y financiación del terrorismo yihadista en España. Del mismo modo un reportaje sobre la ruta del hachís entre Marruecos y España producido por él para Mediaset propició la desarticulación de varias redes de apoyo logístico al tráfico de drogas en el Estrecho.

## Principales Premios y distinciones
- 2010 - Finalista de los Premios Internet en la categoría Mejor Comunicador.
- 2011 - Premio de la Asociación Chabab Rif du Sport de la Culture et des Affaires Sociales de Marruecos; Premio de la Asociación Hay Al Ahali para el Desarrollo y la Solidaridad de Alhucemas; Premio Rifeño de Honor de la Asociación Cultural Antiguos Residentes de Villa Sanjurjo.
- 2013 - Premio Derechos Humanos de Periodismo - APDHE
- 2014 - Premio 'Imagen del año', diario El Mundo; distinguido por ACNUR en reconocimiento a la labor periodística.
- 2015 - Ganador del Premio de Fotografía Signo Editores;[11] Segundo puesto del Premio de Periodismo 'Colombine';[12] Tercer Premio en el Premio Nacional de Fotoperiodismo; Doble accésit en la categoría de Prensa del Concurso Foto Nikon; Finalista del Premio José Couso de Libertad de Prensa.
- 2016 - Primer Premio de Fotografía SOS Racismo; Segundo Premio del Concurso Mundial sobre información imparcial; Segundo Premio del Carmen Goes de Periodismo; Segundo Premio de Fotoperiodismo Signo Editores;[13] Finalista de los Premios Enfoque de Periodismo como Mejor Periodista; Finalista del Premio José Couso de Libertad de Prensa; Finalista del Premio Nacional de Fotoperiodismo.
- 2017 - Ganador de los Premios Enfoque de Periodismo como Mejor Fotoperiodista; Nombrado Fotógrafo del Año por la Revista La Mirada de los Fotógrafos; Premio Olympus de Fotografía; Medalla de Oro de la Global Photographic Union; Ganador del Premio Internacional Solidario de Fotografía PhotoIngenia;[14] Ganador del Premio La mirada de los fotógrafos; Primer Premio ex aequo Bienal Internacional de Fotoreportaje; Accésit del Premio Nacional de Periodismo Juan Andrés García; Finalista del Premio Nacional de Fotoperiodismo; Finalista de los Premios Enfoque de Periodismo como Mejor Periodista.
- 2018 - Finalista del Premio Nacional de Fotoperiodismo; Premio Contemporarte de Creación Universitaria; Ganador del Premio de Fotografía de la Cooperación Internacional; Mención Especial del Premio Internacional de Retrato 'Jalón Ángel'.[15]
- 2020 - Ganador del Premio Padre Arrupe de Derechos Humanos en Comunicación y Periodismo, Ganador del Premio Derechos Humanos del Consejo General de la Abogacía Española, Ganador de un Premio Lux Plata, en fotografía documental, y un Premio Lux Bronce, en retrato, en los Premios LUX 2020 de la Asociación de Fotógrafos Profesionales de España.